# 可地果螳属
可地果螳属（学名：Cotigaonopsis）为谷螳科的一个属。

## 下属物种
本属包括以下物种：
- 普罗维登斯可地果螳 Cotigaonopsis providenceae Vyjayandi, 2009